# 乌普萨拉总目录
乌普萨拉总目录（Uppsala General Catalogue）是一个包括了12921个在北半球可见的星系目录。于1973年首次发表。
这些天体被称为UGC天体。

## 参看
- 乌普萨拉
- 乌普萨拉天文台（英语：Uppsala Astronomical Observatory）
- 乌普萨拉皇家科学学会（英语：Royal Society of Sciences in Uppsala）